# Lac Poso
Pour la ville du même nom, voir Poso.
Le lac Poso (en indonésien Danau Poso) est un lac dans la province de  Sulawesi central, dans l'île indonésienne de Sulawesi. C'est le 3e lac le plus profond d'Indonésie. Sur la rive sud du lac se trouve la ville de Pendolo et sur la rive nord, celle de Tentena. Des villages bordent tout le pourtour du lac. À Tentena, le lac s'écoule dans la rivière Poso, qui se jette dans la mer des Moluques à la hauteur de la ville de Poso.

## Histoire
Le géologue Reinder Fennema s'y noie en 1897 lors de ses recherches dans le lac. Les monts autour du lac ont été nommés en son honneur.

## Faune aquatique
Le lac abrite plusieurs espèces comme l'anguille argentée et l'anguille jaune ainsi que plusieurs espèces de poissons endémiques (liste non exhaustive) :
- genre Anguilla' (au moins une espèce)
  - espèce Anguilla marmorata

- genre Adrianichthys (toutes les espèces)
  - espèce Adrianichthys kruyti
  - espèce Adrianichthys poptae
  - espèce Adrianichthys oophorus
  - espèce Adrianichthys roseni

- genre Oryzias (quelques espèces)
  - espèce Oryzias nebulosus
  - espèce Oryzias orthognathus
  - espèce Oryzias nigrimas

- genre Mugilogobius (au moins une espèce)
  - espèce Mugilogobius amadi

- genre d'escargot Tylomelania (plusieurs espèces)
- genre de crabe Migmathelphusa[2]
- genre de crabe Parathelphusa[2]
- genre de crabe Sundathelphusa[2]
- genre de crevette Caridina[3] (certaine"s" espèce"s")
- genre de crabe Parathelphusidae (certaine"s" espèce"s")

## Faune terrestre
La forêt entourant le lac abrite l'anoa (buffle nain) et le babiroussa (littéralement, "cochon-cerf" en malais).

## Parc
Près du village de Bancea au bord du lac, se trouve un parc d'orchidées sauvages. 

## Transport
On peut se rendre au lac Poso :
- Soit depuis Rantepao dans le pays toraja, en prenant la route transsulawesienne par le port de Palopo puis la ville de Wotu sur le golfe de Bone et de là, gagner Pendolo,
- Soit depuis Poso par la Transulawesienne jusqu'à Tentena. Poso est reliée par avion à Palu, la capitale de la province.

## Autres
- VIAF
- LCCN
- GND
- Israël